# Anolis sacamecatensis
Anolis sacamecatensis — вид ігуаноподібних ящірок родини анолісових (Dactyloidae). Ендемік Мексики.

## Поширення і екологія
Anolis sacamecatensis мешкають в мексиканських штатах Оахака, Герреро і Пуебла.